# Bisi Alimi
Bisi Alimi (nascut Ademola Iyandade Ojo Kazeem Alimi, 17 de gener de 1975) és un activista de Nigèria defensor dels drets LGBT, ponent públic, escriptor de blocs i advocat de VIH/LGBT que va guanyar atenció internacional quan es va convertir en el primer nigerià en sortir de l'armari a la televisió.

## Educació i carrera
Alimi va néixer al districte de Mushin de Lagos fill de Raski Ipadeola Balogun Alimi (un agent de policia nigerià) i Idiatu Alake Alimi (una empleada universitària). Alimi es va criar a Lagos, on va assistir a l'escola primària i secundària. Era el tercer en una família de cinc fills de la seva mare, i sisè d'una família de deu fills del seu pare. Més tard va canviar el seu nom a Adebisi Alimi.
Bisi va estudiar a l'Eko Boys' High School a Lagos, on s'hi graduà en 1993. Va dirigir les dances culturals escolars, tant a l'escola primària com secundària, i va obtenir molts premis i honors. Hi va ser membre de la societat de debat literari i prefecte social (encarregat d'organitzar activitats socials) en el seu any sènior. A més, el 1993 va ingressar a l'Escola Politècnica Estatal d'Ogun i posteriorment va estudiar Arts Creatives, especialitzant-se en teatre a la Universitat de Lagos. Va ser durant la seva formació universitària que la seva sexualitat va atreure l'atenció dels mitjans després que va sortir a Campus Lifestyle, la revista de la universitat, com a gai. Abans de la sortida de la revista, Bisi havia experimentat molta discriminació dins del campus, inclòs l'enfrontament a un comitè disciplinari sobre l'acusació de ser gai. Tot i que es va graduar, gairebé se li va negar el seu certificat, ja que es va dir que la seva moral era inacceptable per a un alumne de la universitat.
Va ser admès a Birkbeck, Universitat de Londres, el 2011, on va obtenir el màster en Governança Global i Política Pública.
Abans de la seva autoeducació pública, Bisi Alimi va començar la seva carrera d'advocat a finals dels 90 a Nigèria quan alguns amics van morir a causa del VIH/SIDA. Després de 2 anys de treball de mobilització comunitària (inclosa la distribució del preservatiu i l'educació en sexe segur) per a homes que tenien sexe amb altres homes (MSM) a Nigèria, es va incorporar a l'Alliance Rights Nigeria (ARN) el 2002 com a Director de Programa, desenvolupant i proporcionant serveis i suport de VIH/SIDA i salut sexual. En la seva qualitat de director del Programa d'ARN, va ser el cor del desenvolupament del marc de prevenció del VIH MSN a Nigèria el 2004. Va ser entrenat per l'Aliança Internacional de la SIDA el 2004 com a dissenyador de projectes de VIH, mobilitzador comunitari, atenció, suport i tractament. El 2005, cofundà The Independent Project (més tard, The Initiative for Equal Rights) on hi treballava com a Director Executiu.
El 12 d'abril de 2007 es va veure obligat a fugir de Nigèria després de rebre amenaces de mort. Li va ser atorgat asil al Regne Unit l'any 2009, on ha residit des de llavors. El 8 de desembre de 2014 va rebre la ciutadania britànica. Del 2007 al 2011, Alimi va treballar com a Coordinador de Projectes de MSM a Naz Project London. Alimi és actualment director executiu de la Fundació Bisi Alimi i cofundador i director de Rainbow Intersection, així com cofundador de The Kaleidoscope Trust, per la qual va ser director per a Àfrica de 2012 a 2013. Ha estat professor visitant a la Universitat Lliure de Berlín i encara és professor a la Universitat Humboldt de Berlín.

## New Dawn with Funmi

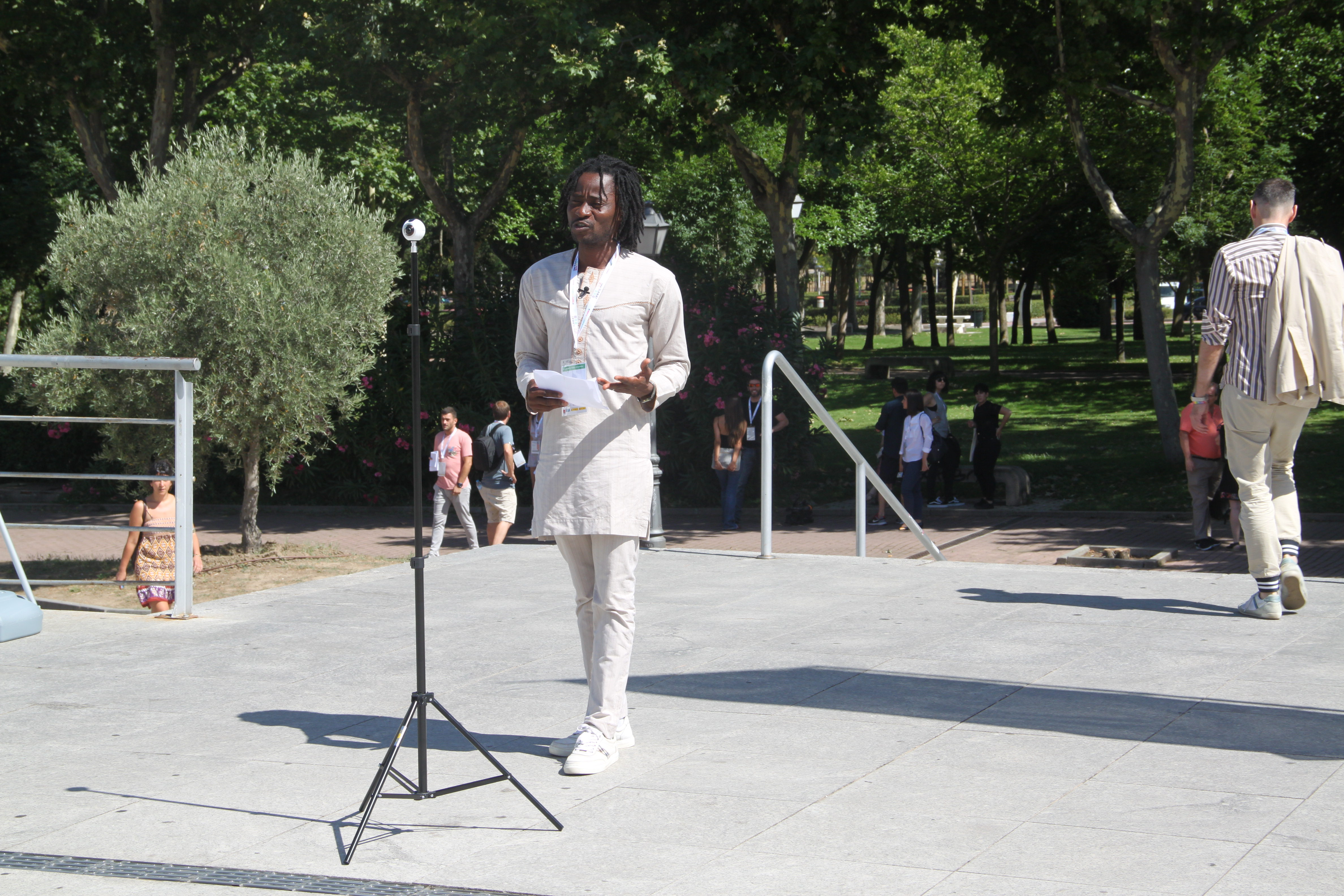
Bisi Amini a la cimera WorldPride Madrid

Alimi va guanyar notorietat l'any 2004 quan es va convertir en el primer gai homosexual nigerià a aparèixer a la televisió nacional nigeriana com a convidat al programa New Dawn with Funmi de Funmi Iyanda, un programa de conferències de la NTA. Aquest mateix any, Bisi havia estat diagnosticat amb VIH, i en l'espectacle Alimi va confirmar la seva sexualitat com a homosexual i va sol·licitar l'acceptació social del públic. La seva decisió de sortir de l'armari va generar amenaces d'admiració i mort. En conseqüència, Alimi va ser rebutjat per la seva família i la majoria dels seus amics, inclosos alguns a la comunitat gai, i expulsats de casa seva. A més, es va cancel·lar el format en viu New Dawn. Els futurs convidats de la versió pregravada van ser seleccionats per productors executius de NTA per evitar el que es considerava "causant ofensa pública".

## Activisme

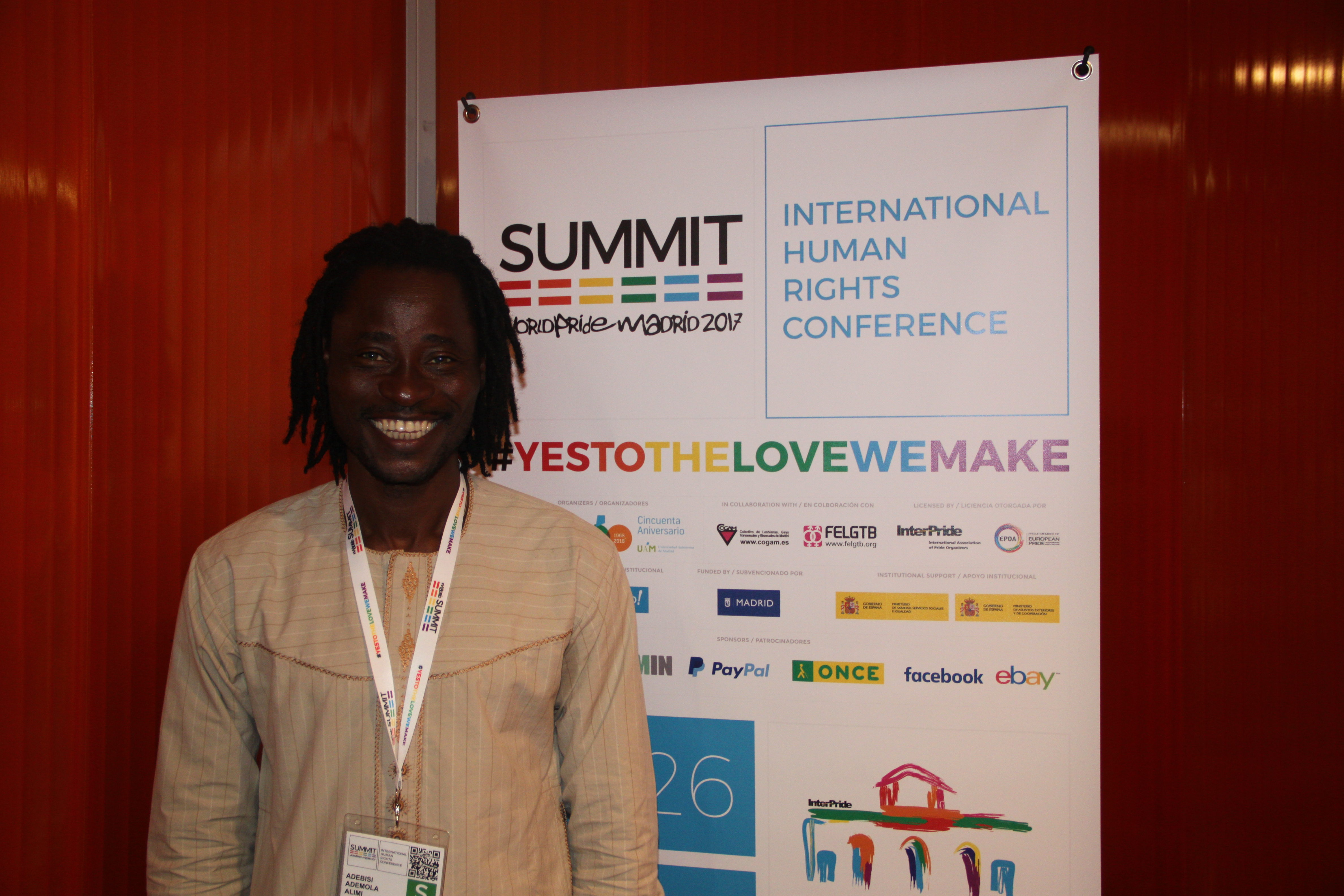
Bisi Alimi a la cimera WorldPride Madrid

A principis de 2004, Alimi va assistir a la IV Conferència Nacional sobre el VIH/SIDA que es va celebrar a Abuja, on va manifestar preocupacions sobre el VIH entre els homes gai nigerians. Més tard esdevindrà l'activista nigerià de drets homosexuals que liderarà diverses protestes pacífiques i diàlegs socials per exigir l'acceptació dels homosexuals a Nigèria. El juliol del 2005 va fundar amb un grup d'amics Independent Project for Equal Rights-Nigeria. Va ser director executiu d'aquesta organització on va ser pioner en diverses iniciatives del Grup Jove de Nigèria LGBT fins a l'abril de 2007. També va treballar com a director de programes juvenils de Nigèria en l'organització Alliance Rights. No obstant això, la seva controvertida entrevista a la televisió nacional el 2004 s'havia convertit en un catalitzador de la moció proposta sobre "Llei contra el mateix sexe" de 2006 que es va presentar als legisladors a l'Assemblea Nacional de Nigèria. La proposta d'aquest polèmic projecte "Contra el mateix sexe" es va presentar davant del legislatiu tres vegades entre 2006 i 2011.
Ara resideix a Londres, on Alimi ha continuat advocant sobre els drets dels gais dins de les comunitats africanes migrants. Ha treballat per a organitzacions del Regne Unit, inclòs Naz Project London, Michael Bell Research and Consultancy i HIV-I-Base. També ha treballat amb AHPN, i va ser seleccionat membre de la joventut de la IAS per a Mèxic 2008 i va ser membre del panell de revisió AmfAR per a les subvencions internacionals per a la iniciativa African MSM AIDS 2009 i 2011, respectivament.
A part de la promoció dels drets sexuals, Alimi també ha organitzat protestes contra les polítiques del Regne Unit que són capaces d'incitar al prejudici racial.

## Premis
Bisi Alimi ha rebut i ja estat nominat per alguns premis. També ha estat inclòs a la llista rosa "Independent on Sunday" de les persones LGBT més influents a Gran Bretanya el 2011, 2012, 2013, arribant al número 90 el 2012.
Va ser el tercer en els 100 pensadors més influents dels ateus no blancs i lliurepensadors a Gran Bretanya i Irlanda del Nord.
El dia de Cap d'Any de 2014, es va afegir a la Llista d'Honors The Gay UK LGBT de 2014 en reconeixement del seu treball exemplar per a "Educació a la Comunitat LGBT" i ha estat nominat al Campió de Diversitat de la revista "Out In The City" de la Premi Any. El premi Out In The City és conegut com a "Oscar LGBT del Regne Unit".